# Буддійські піснеспіви
Буддійські піснеспіви — це форми музичного вірша або заклинання, в деяких відносинах аналогічні індуїстським, християнським і єврейським релігійним декламаціям. Вони існують майже в усьому буддійському світі, починаючи від храмів в Таїланді до тибетських буддійських храмів в Індії і Тибеті. Майже всі буддійські школи мають власні традиції піснеспіву.

## Традиційні піснеспіви
В буддизмі декламація є традиційним засобом підготовки розуму до медитації, особливо в рамках формальної практики (як у мирян, так і у ченців). Деякі форми буддизму також використовують спів в ритуальних цілях.
Основою для більшості декламацій Тхеравади служить Палійський канон. Декламації Махаяни і Ваджраяни беруть початок з більш широкого кола джерел.

### Декламації Тхеравади

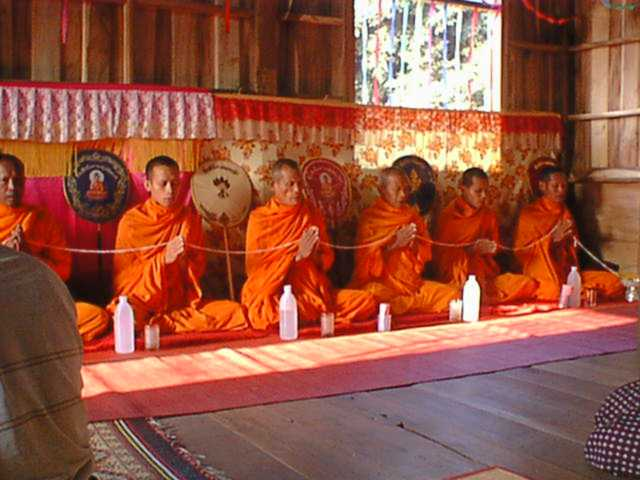
Буддійські монахи декламують

В традиції Тхеравади зазвичай декламують тексти на палі, іноді перемішуючи їх з місцевими переказами. Найпопулярнішими текстами для декламацій в традиції є:
- Buddhabhivadana (попереднє шанування Будди)
- Триратна (Три Пристанища)
- Панча Шила (П'ять священних Заповідей)
- Будда Вандана (вітання Будді)
- Дхамма Вандана (вітання вчення Будди)
- Сангха Вандана (вітання громади благородних учнів Будди)
- Upajjhatthana (П'ять пам'ятувань)
- Метта Сутта (сутта про люблячу доброту)
- Пам'ятування про тіло (декламація 32 частин тіла).

Традиційне спів в кхмерському буддизмі називається Смот.

### Декламація сутр в Махаяні

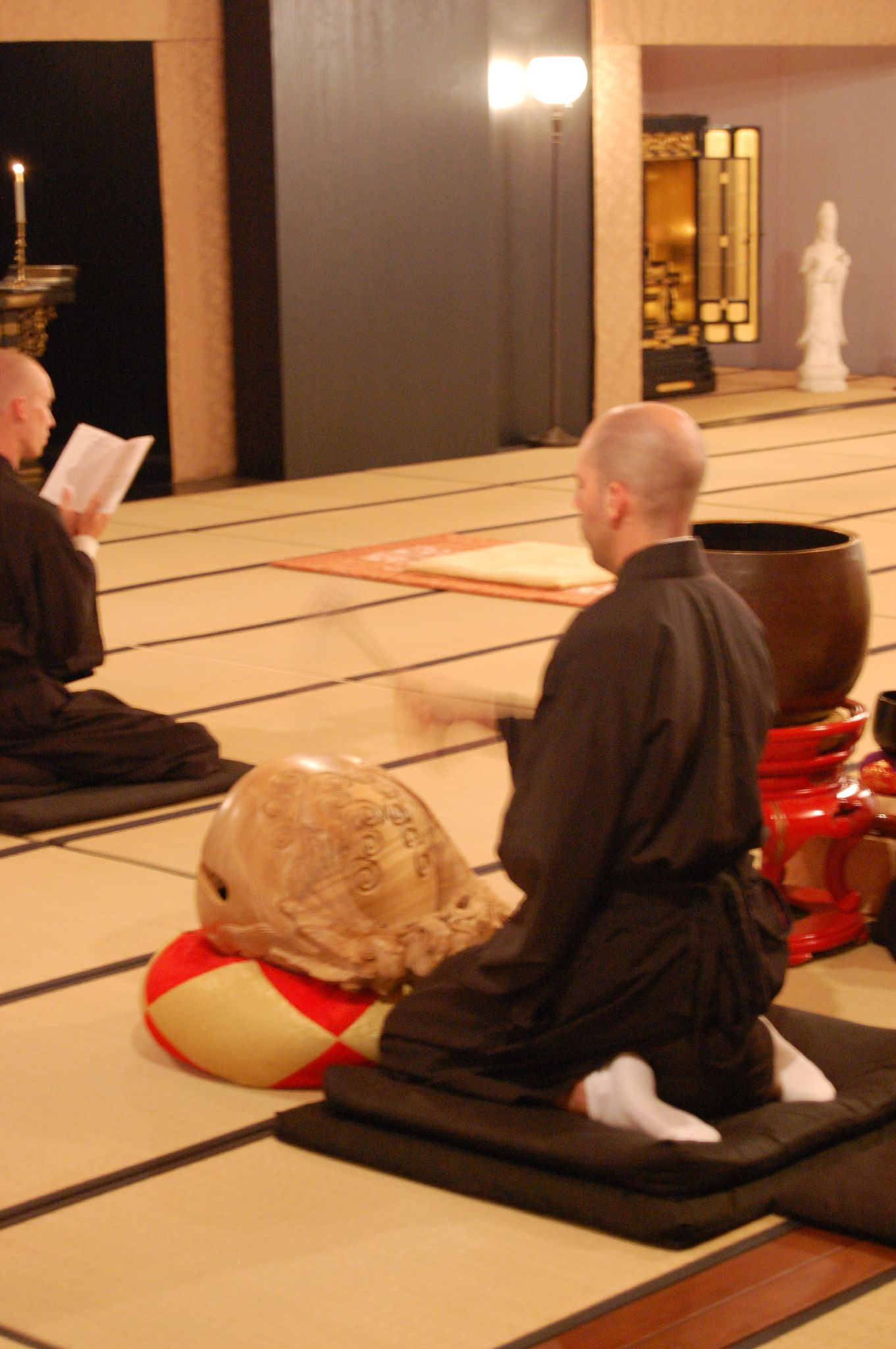
Декламація в залі сутр

Оскільки Японський Буддизм ділиться на тринадцять доктринальних шкіл, а Чань-буддизм, Дзен і в'єтнамський Буддизм, хоча і мають спільне історичне походження і загальний доктринальний зміст, але географічно розділені, існує кілька різних форм перекладання текстів, декламовані в буддизмі Махаяні:
- Щоденна практика в Нітірен-сю буддизмі — це повторення п'яти ієрогліфів мантри Наму-Мьо-Хо-Рен-Ге-Кьо (Слава Сутра Лотоса Вищого Закону). У перекладі Кумараджіви, який вельми шанується, ця сутра називається Сутрою лотоса чудесного закону (Мьо- Ренге-Кьо). Практикуючі Нітірен-сю декламують Мьо-Ренге-Льо — справжню суть всіх явищ і зачитують деякі розділи з Лотосової сутри, зокрема другу і шістнадцяту.

- Послідовники буддизму Чистої землі співають мантру нембуцу, Намо Аміда Буцу або Намо Амітуофоо (поклоніння Будді Амітабгі). Під час офіційних служб практикуючі також повторюють уривки з Великої Сукхавативьюха Сутри або Малої Сукхавативьюха Сутри цілком (ця сутра не унікальна для буддизму Чистої Землі, її також декламують під час вечірніх церемоній Чань- і Тендай-буддисти).

- Послідовники Дзен, Сінґон або інших течій Махаяни повторюють Праджняпараміта Хрідайя Сутру (Сутра серця), особливо під час ранкових ритуалів. У більш формальних випадках декламують великі сутри Будди (наприклад, Діамантову сутру в Дзен храмах і Сутру лотоса в храмах Тендай).

- Особливістю китайської, в'єтнамської та японської традицій є обряди покаяння, пов'язані з виразом глибокої поваги буддам і бодгісаттвам, а також іноді практикуються ритуали порятунку і годування голодних духів. Ці дві практики мають різні форми, застосування яких обумовлено доктринальною і географічною приналежністю. В традиції Чань цей ритуал виконується зазвичай вранці і пов'язаний з декламацією санскритської формули, відомої як dhāraṇīs.

### Декламації Ваджраяни
У традиції Ваджраяни декламація використовується в якості ритуалу закликання, щоб встановити розум на божестві, а також в тантричних церемоніях і при створенні мандали.
Практикуючі Ваджраяну повторюють мантру Авалокітешвари — Ом Мані Падме Хум. Також популярні мантри Тари, Бгайсадж'я-гуру і Амітабги.
Тибетські ченці відомі своєю майстерністю в горловому співі. Це специфічна форма співу, в якому, частково посилюючи голос різними резонуючими порожнинами, співак може одночасно утворювати кілька тонів. В японській езотеричної практиці існує форма співу Шомьо.

## Критика співучої декламації

### Гітассара сутта
У Гітассара суттю Будда вчить:
|   | Ченці, є п'ять небезпек читання Дгамми співучо. Які п'ять? Прив'язується до звуку сам, інші прив'язуються до звуку, господарів житла це дратує, мовляв, «Подібно до того як ми співаємо, ці сини Шак'їв співають», концентрація тих, хто не любить звук, руйнується, і наступні покоління будуть копіювати це. Такі, монахи, п'ять небезпек читання співучої Дгамми |
| — | |

### Захист співучої декламації
Джон Дайдо Лурі виправдовує спів сутр, посилаючись на Доґен, вчителя Дзен. Доґен відомий своїм спростуванням заяви, ніби «намальовані рисові коржі не задовольнять голод». Ця заява означає, що сутри, будучи просто символами, як намальовані рисові коржі, не можуть повністю задовольнити духовний голод. Доґен, однак, зауважив, що між метафорою і реальністю немає відмінності. «Немає ніякої різниці між картинками, рисовими коржиками або взагалі чим-небудь». Відповідно до його концепції символ і символізоване за своєю суттю однакові, і, таким чином, тільки сутри можуть по-справжньому задовольнити духовні потреби.

## Неканонічна практика буддійської декламації
У чисельних школах Нью Ейдж, які відносять себе до буддизму, також практикують декламацію, в одних випадках з розумінням слів, в інших просто на основі повторення. Більшість цих шкіл, як правило, є синкретичними і включають поряд з буддійськими елементами індуїстські джапа і інші подібні традиції.

## Примітка
1. ↑  Khantipalo, Bhikkhu. Lay Buddhist Practice: The Shrine Room, Uposatha Day, Rains Residence : [арх. 12 листопада 2020] // The Wheel. — Kandy, Sri Lanka : Buddhist Publication Society, 1982. — № 206/207.
2. 1 2 3 4 5 6  Indaratana Maha Thera, Elgiriye.  — Penang, Malaysia : Mahindarama Dhamma Publication. Архівовано з джерела 14 листопада 2012
3. ↑  Thanissaro Bhikkhu. Upajjhatthana Sutta: Subjects for Contemplation. www.accesstoinsight.org. Архів оригіналу за 3 грудня 2020. Процитовано 14 січня 2017.
4. ↑  Metta Sutta chanting. chantpali.org. Архів оригіналу за 31 січня 2020. Процитовано 14 січня 2017.
5. ↑  Smot Poetry Chanting. Cambodian Living Arts. 22 січня 2014. Архів оригіналу за 14 липня 2014. Процитовано 4 липня 2014. [Архівовано 2014-07-14 у Wayback Machine.]
6. ↑  Gītassara Sutta (A.iii.250) Archived copy. Архів оригіналу за 21 листопада 2007. Процитовано 9 листопада 2007. {{cite web}}: Cite має пустий невідомий параметр: |df= (довідка)Обслуговування CS1: Сторінки з текстом «archived copy» як значення параметру title (посилання) [Архівовано 2007-11-21 у Wayback Machine.]
7. ↑  Loori, John Daido. Symbol and Symbolized. — Mountain Record: the Zen Practitioner's Journal, 2007. — Т. XXV, вип. 2. Архівовано з джерела 15 листопада 2010. [Архівовано 2010-11-15 у Wayback Machine.]
8. ↑  Yasuda, Joshu; Anzan, Hoshin. Gabyo: Painted Rice Cakes by Eihei Dogen Zenji. White Wind Zen Community. Архів оригіналу за 7 березня 2008. Процитовано 26 березня 2008. {{cite web}}: Cite має пустий невідомий параметр: |df= (довідка) [Архівовано 2008-03-07 у Wayback Machine.]